# John Varley (schilder)
John Varley (Hackney, Londen, 17 augustus 1778 – Londen, 17 november 1842) was een Engels kunstschilder en astroloog. Hij was met name actief als aquarellist, gespecialiseerd in landschappen.

## Leven en werk
Varley behoorde tot een kunstenaarsfamilie, hoewel het kunstenaarsvak niet werd aangemoedigd door zijn vader, die hem aanvankelijk in de leer deed bij een zilversmid. Na het overlijden van zijn vader stond zijn moeder hem uiteindelijk toe om zijn eigen voorkeur te volgen. Hij was de oudste van vijf kinderen en zou van hen de bekendste worden. Zijn broer Cornelius Varley was eveneens aquarellist en mede-oprichter van de Royal Watercolour Society. Hun zus Elizabeth (1798-1864) en broer William Fleetwood Varley (1785-1856) waren eveneens kunstschilder. John Varley had zelf tien kinderen, van wie er twee eveneens schilder werden.
Jonn Varley ging eerst in de leer bij een portretschilder en op 16-jarige leeftijd bij een architectuurtekenaar, die hem mee op reis nam door de provincie om schetsen te maken van interessante gebouwen in de omgeving. Hierbij ontwikkelde hij zich tot een professioneel schilder.
Al in 1798 stelde hij zijn eerste werk tentoon bij de Royal Academy of Arts, View of Peterborough Cathedral. Vervolgens bezocht hij Wales herhaaldelijk en schilderde er de natuur en de bergen. In 1804 trad hij toe tot de Water Colour Society en exposeerde daar geregeld. Het jaar daarvoor was hij getrouwd en in de volgende jaren zou zijn gezin zodanig uitdijen dat hij gedwongen was veel werk te produceren, wat de kwaliteit niet altijd ten goede kwam. Daarnaast gaf hij les aan onder anderen John Linnell, William Henry Hunt, William Mulready en Copley Fielding, die nadien faam zouden maken.
John Varley publiceerde een aantal werken over schilderkunst en hield zich bezig met astrologie. Zijn werk Visionary Heads werd geïllustreerd door zijn vriend, de befaamde dichter, schilder en tekenaar William Blake. Andere werken van zijn hand zijn Zodiacal Physiology (1828), Observations on Colour and Sketching from Nature (1830) en A Practical Treatise on Perspective, and Principles of Landscape Design for Young Artists.